# Arcoscalpellum vitreum
Arcoscalpellum vitreum är en kräftdjursart som först beskrevs av Hoek 1883.  Arcoscalpellum vitreum ingår i släktet Arcoscalpellum och familjen Scalpellidae. Inga underarter finns listade i Catalogue of Life.

## Bildgalleri

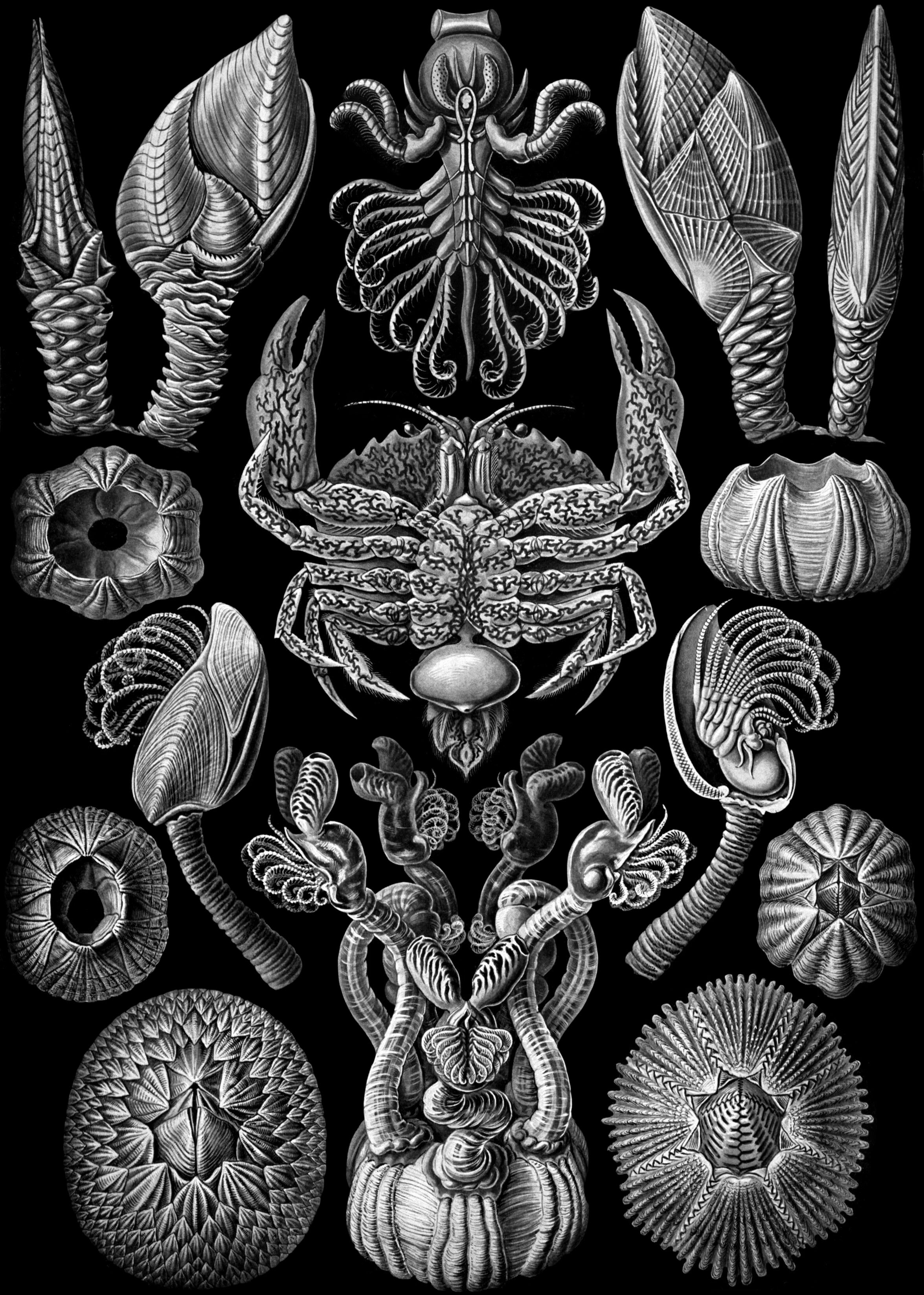